# Toivo Hagman
Toivo Mikael Hagman (tidigare efternamn Annala), född 27 januari 1904 i Lappo, död 6 juli 1965 i Helsingfors, var en finlandssvensk författare. 
Hagman växte upp i Brändö i Vasa och Andkil i Vörå. Han beskrivs som en samhällsskildrare som ville skriva om "arbetets folk på deras eget språk". Hagman var även bland annat Arbetarbladets redaktör i Jakobstad.